# Charles du Hamel de Fougeroux
Armand-Charles-Alexandre du Hamel de Fougeroux, orthographié également Duhamel de Fougeroux, est un magistrat et une personnalité politique française de la Restauration né le 4 juillet 1781 à Paris et mort le 5 mai 1850 à Orléans.

## Biographie
Issu d'une famille substistante de la noblesse française, fils d'Auguste-Denis Fougeroux de Bondaroy et de Françoise-Henriette Vérany de Varennes, Armand-Charles-Alexandre du Hamel de Fougeroux appartient à la magistrature sous la Restauration. 
Il se présente le 9 mai 1822, comme candidat à la députation, dans le troisième arrondissement du département du Loiret (Pithiviers), mais échoue avec 104 voix contre 116 à Gabriel-Jacques Laisné de Villévêque. 
Duhamel de Fougeroux se présente une deuxième fois lors des élections législatives de 1824, dans la même circonscription et est élu à la Chambre des députés le 23 février 1824 par 176 voix sur 235 votants, contre 56 au même concurrent. Il siège à l'extrême droite et fait partie de la majorité, dont il se sépare pourtant parfois.
Lors de la discussion sur la loi d'indemnité de 1825, il propose le 1er mars 1825 de remplacer le deuxième article du projet par une disposition d'après laquelle « la valeur qu'avaient, en 1790, les biens confisqués, serait rétablie autant que possible par des documents authentiques, etc. ; mais en cas d'insuffisance, ou faute des dits documents, il serait formé, par les soins des préfets, une commission composée des notables et anciens cultivateurs du lieu, qui établiraient la valeur des biens vendus, telle que cette valeur était notoire en 1790. » L'amendement est en définitive rejeté.
Il épouse en premières noces Aglaé Marie Thérèse de Fougeroux de Secval, en secondes, Paule d'Arcy, et en troisièmes noces, Léontine d'Armand de Chateauvieux.[réf. nécessaire]

## Sources
- « Charles du Hamel de Fougeroux », dans Adolphe Robert et Gaston Cougny, Dictionnaire des parlementaires français, Edgar Bourloton, 1889-1891 [détail de l’édition]
- J. B. M Braun, Statistique constitutionnelle de la chambre des députés: de 1814 à 1829, Paris, Huzard, 1829.